# Dipartimento di Ullum
Ullum è un dipartimento argentino, situato nella parte centrale della provincia di San Juan, con capoluogo Villa Ibáñez.
Esso confina a nord con il dipartimento di Jáchal, a est con quello di Albardón, a sud con i dipartimenti di Rivadavia e Zonda; e a ovest con i dipartimenti di Calingasta e Iglesia.
Secondo il censimento del 2001, su un territorio di 4.391 km², la popolazione ammontava a 4.490 abitanti.
Dal punto di vista amministrativo, il dipartimento consta di un unico municipio, che copre tutto il territorio dipartimentale, suddiviso in diverse localidades:
- El Chilote
- Hualilán
- La Toma
- Matagusanos
- Santa Rosa
- Talacasto
- Villa Aurora
- Villa Ibáñez, sede municipale